# تلمبه سید جواد وزیری
تلمبه سید جواد وزیری یک منطقهٔ مسکونی در ایران است که در دهستان کویرات (کرمان) واقع شده‌است.